# Cadaba capparoides
Cadaba capparoides là một loài thực vật có hoa trong họ Capparaceae. Loài này được DC. mô tả khoa học đầu tiên năm 1824.